# 疊人塔

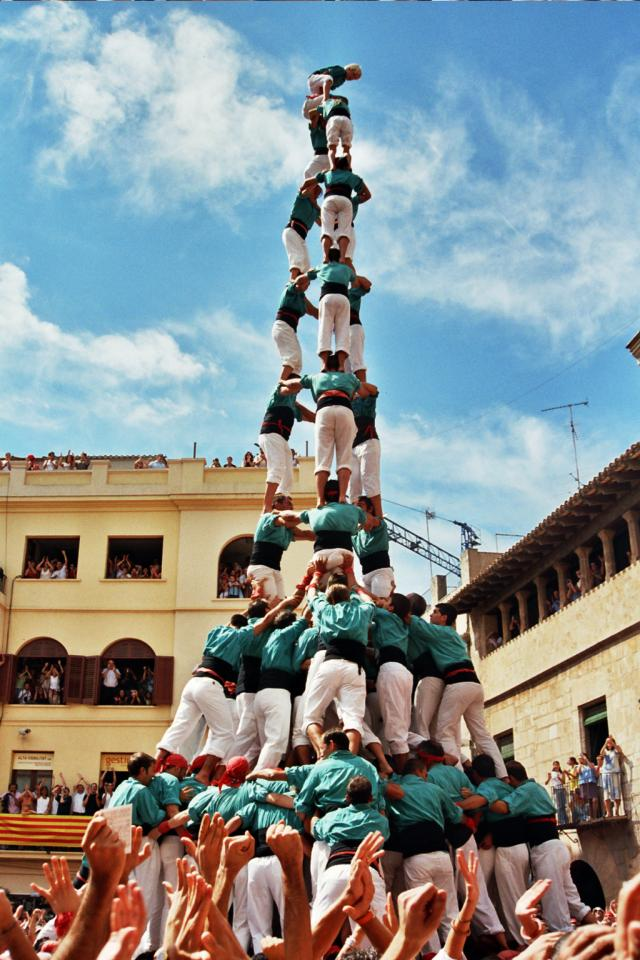
叠人塔

叠人塔（又称：搭人塔）是加泰罗尼亚的民俗节庆活動，起源于18世纪末的塔拉戈納。2010年11月16日，叠人塔被列入联合国教科文组织列为非物质文化遗产。

## 術語彙編
加泰隆尼亞語「castells」字面意義為「城堡人」、「人塔」，意即漢語的疊羅漢。疊人塔活動有其本身獨特的專門用語，為了更清楚了解這些資料，以下是一些最常見的詞句或詞語，它們雖不能被直接翻譯，但能被清楚地解釋出來。

### 人塔名稱
每座人塔的名稱是由兩個數字組成：第一個是每層的人數；第二個是人塔的層數。
- 例如：Tres de Vuit (3的8)：即每層三人，一共八層高。

### 人塔類型學
基本上，層塔的類別是以每層的人數來作區分：
- Pilar de…：每層一人
- Torre de…：每層兩人
- Tres de…：每層三人
- Quatre de…：每層四人
- Cinc de…：每層五人
- Quatre de… amb l’agulla：每層四人，並由好幾層高的支柱包含在主層當中

最常見疊人塔的層數是：
- Sis：六層高
- Set：七層高
- Vuit：八層高
- Nou：九層高
- Deu：十層高

當層塔處於非常非常高，以及是每層人數是很少的狀態時，一般來說他們需要從基座或底層獲得一些額外的支援，很多時候，基座名稱也包括在層塔名稱中，而三個最常用的疊人塔的基座是：
- Pinya：最常用的地面層基座，往往由好幾百人組成。所有人塔也有這層基座，但從來不會於名稱中被提及。
- Folre：第二層基座，堆疊在第一層（Pinya）上。若被運用的時候，是經常被提及的。
- Manilles：第三層基座，堆疊在第二層（Folre）上。若被運用的時候，也是常常被提及的。

### 人塔的成績
層塔可以是完全或是局部完成。 以下的詞匯可以顯示一個築成和瓦解的人塔的狀態：
- Descarregat：層塔已達到頂點且成功被瓦解。
- Carregat：層塔已達到頂點，但在瓦解時倒塌下來。
- Intent：失敗的嘗試。

### 例子
- Pilar de sis：六層層塔中，每層一人。如果名稱上沒有提及，大家就應該知道，層塔總是有第一層基座（pinya），而且是成功被瓦解（descarregat）。
- Torre de set：七層層塔中，每層兩人。
- Cinc de nou amb folre：九層層塔中，每層五人，並於第一層基座（pinya）上堆疊了第二層基座（folre）。
- Quatre de vuit amb l’agulla：八層層塔中，每層四人，內有六層支柱（agulla）。
- Tres de deu amb folre i manilles：十層層塔中，每層三人，有第二層基座（folre）和第三層基座（manilles）。

其實層塔每一個特殊的位置也有其他名稱，但並沒有在這篇文章中顯示或使用。這裡的資料是最常用術語的綜合概觀，並對疊人塔和其相關活動有進一步認識。